# Palestine (Ohio)
Pour les articles homonymes, voir Palestine.
Palestine  est un village du comté de Darke dans l'Ohio, aux États-Unis,. Il est situé à l'ouest du comté. Palestine est fondé, en 1833, par Samuel Loring et a toujours été une petite communauté.

## Source de la traduction
- (en) Cet article est partiellement ou en totalité issu de l’article de Wikipédia en anglais intitulé « Palestine, Ohio » (voir la liste des auteurs).